# 林凡 (武术运动员)
林凡（LIN Fan，1987年1月30日—），福建莆田仙游人，中国女子武術運動員。

## 簡歷
林凡最初学習舞蹈，后来對武术產生有趣，于是進了体校武术隊接受訓練；至1998年，她进入了福建省体工队的武术队，并于2002年参加福建省第12届运动会武术比赛，获得女子乙组剑术和枪术的第1名 。
2010年11月，林凡代表中國出戰廣州亞運會，參加武術比賽，奪得女子南拳南刀全能金牌。